# 吉蘭鎮區 (印地安納州傑斯帕縣)
吉蘭鎮區（英語：Gillam Township）是位於美國印地安納州傑斯帕縣的一個行政鎮區。

## 地方資料
根據2010年美國人口普查的數據，吉蘭鎮區的面積為99.00平方千米，當中陸地面積為99.00平方千米，而水域面積為0.00平方千米。當地共有人口640人，而人口密度為每平方千米6.46人。